# Walter David Abbott Williams
Walter David Abbott Williams, britanski general, * 1897, † 1973.